# Ruschiella
Ruschiella is een geslacht uit de ijskruidfamilie (Aizoaceae). De soorten uit het geslacht komen voor in de Kaapprovincie in Zuid-Afrika.

## Soorten
- Ruschiella argentea (L.Bolus) Klak
- Ruschiella cedrimontana Klak
- Ruschiella henricii (L.Bolus) Klak
- Ruschiella lunulata (A.Berger) Klak

... · 
Antimima · 
Argyroderma · 
Carpobrotus · 
Disphyma · 
Dorotheanthus · 
Gibbaeum · 
Lapidaria · 
Lithops · 
Mesembryanthemum · 
Sceletium · 
Tetragonia · 
...